# 高橋裕吾
高橋 裕吾（たかはし ゆうご、11月13日 - ）は、日本の男性声優。青二プロダクション所属。東京都出身。

## 人物
青二塾東京校第21期出身。
音域はテノール。
声優としては、多数のアニメ、ドラマ、ゲーム等に出演している。
趣味はダンス、バレエ、ジャズ、モダン。

## 出演

### テレビアニメ
2002年
- Kanon（男子生徒）
- ちょびっツ（生徒、パソコンの持ち主）
- 爆転シュート ベイブレード2002（賊の男2）
- ポケットモンスター（リン）
- ポケットモンスター サイドストーリー（リン）
- ONE PIECE（2002年 - 2004年、バロックワークスA、海軍伍長、海賊、船員）

2003年
- R.O.D -THE TV-（警官1）
- ASTRO BOY 鉄腕アトム（ボン、ピーターパン、少年時代の天馬、男の子、野次馬、整備員、逃げる男、男、調査隊員、学生）
- あたしンち（男子B）
- 宇宙のステルヴィア（トニー・オマエザキ、先生B、野次馬）
- おねがい☆ツインズ（上原）
- F-ZERO ファルコン伝説（2003年 - 2004年、男A、月影）
- GAD GUARD（黒スーツの男）
- 君が望む永遠（男、男客B、社員）
- キノの旅 -the Beautiful World-（ガヤ）
- スクラップド・プリンセス（刺客、子分B、スカーレット兵）
- 釣りバカ日誌（中村）
- 瓶詰妖精（車内放送）
- FIRESTORM（オペレーター）

2004年
- かいけつゾロリ（2004年 - 2005年、ゲルス、オトナシ、首長くん、ビッチャラボ、タヌキ王子、緑鬼 他）
- サムライガン（市川忠修）
- ボボボーボ・ボーボボ（案内人、隊長〈ロッカー〉）
- 舞-HiME（鴇羽巧海）

2005年
- 機動戦士ガンダムSEED DESTINY（ニシザワ、グフイグナイテッドのパイロット、オーブ兵）
- BLACK CAT（ガンマン）
- 舞-乙HiME（鴇羽巧海頭忠頼）
- まじめにふまじめ かいけつゾロリ（2005年 - 2006年、オヤジギャグナース、男、情報屋、ビッチャラボ）　

2012年
- 聖闘士星矢Ω（マーシアンB）

### 劇場アニメ
- ONE PIECE 呪われた聖剣（2004年、海賊）

### OVA
- ジェネレーション オブ カオス ネクスト（2001年、魔族）
- I'll/CKBC（2002年、剣崎A、生徒B）
- 学園都市 ヴァラノワール（2002年、セーガ・クリスタル）
- サクラ大戦 神崎すみれ 引退記念 す・み・れ（2002年、観客）
- 機動新撰組 萌えよ剣（2003年、氏子A、巡査B）
- キングダム・オブ・カオス 〜ボーン・トゥ・キル〜（2003年、お付、ガイツ）
- 大YAMATO零号（2004年、ランボル）

### ゲーム
2002年
- 三國志戦記（太史慈）
- Thread Colors〜さよならの向こう側〜（美桜の父、新郎）
- テイルズ オブ ファンダム Vol.1（狩猟団、盗賊団）

2004年
- かいけつゾロリ めざせ!いたずらキング（看守）
- 決戦III（真田昌幸、毛利輝元、フェリペII世）
- 戦国無双（武将2、兵）
- 戦国無双 猛将伝（武将2、兵士1）
- DearS（秋山隆文）
- BLACK/MATRIX OO（ソリュウ）
- メタルギアソリッド3（敵兵）

2005年
- テイルズ オブ レジェンディア（ヴォルト 他）

2007年
- 神曲奏界ポリフォニカ Memories White（パリア・キーラ）
- まほろばStories -Library of Fortune-（銀貨）

2008年
- ZWEI II（執事クロード）
- ヴァンテージマスターポータブル（アルギロス）

2009年
- 誰にでも裏がある 〜True or Lie?〜（李光明）
- ルーンファクトリー3（ウェルズ、カルロス）

2010年
- 英雄伝説 零の軌跡（アーネスト・ライズ）

2011年
- スーパー戦隊バトル レンジャークロス（ゴセイレッド、ゴーオンブルー）

2012年
- 英雄伝説 零の軌跡 Evolution（アーネスト・ライズ）
- オール仮面ライダー ライダージェネレーション2（仮面ライダーJ）

2025年
- ORE'N（スサノヲ）

### ドラマCD
- 学園天使☆ラプソディー〜天使のささやきBOX〜（日野翔）
- ぱにぽに〜修学旅行密着24時!〜編
- めろ@ドラマCD まんすりぃ 萌音シリーズ（古葉均、春日浩之）
- Milky Season ドラマCD（管理人）

### ラジオ
- ニッポン放送 ラジベガス年末スペシャル ラジオファンタジックストーリー 『ナルニア国物語 ライオンと魔女』（ピーター 他）